# Городские стены Кентербери
Городские стены Кентербери (англ. Canterbury city walls) представляют собой последовательность оборонительных сооружений, построенных вокруг города Кентербери в графстве Кент, Англия. Первые городские стены были построены ещё римлянами, вероятно, между 270 и 280 годами н. э. Эти стены были построены из камня и были защищены рвами и стенными башнями. По меньшей мере пять ворот были установлены в этих стенах, которые были связаны с сетью римских дорог по всей Британии. После оставления римлянами острова Кентербери пришёл в упадок, однако стены остались, и, возможно, повлияли на решение Августина Кентерберийского поселиться в городе в конце VI века. Англосаксы сохранили оборонительные стены, построили часовни над большинством ворот и использовали стены для защиты Кентербери от вторжений викингов.
Норманнские завоеватели взяли город без сопротивления, и к 12-му веку стены пришли в плохое состоянии и потеряли былую военную ценность. Опасения французского вторжения во время Столетней войны привели к укреплению обороны Кентербери в 1363 году. Тогда было принято решение восстановить городские стены, и в течение последующих тридцати лет старые римские оборонительные сооружения были заново перестроены в камне. Вокруг города было построено 24 башни, и в последующие годы многие из ворот были перестроены из камня и кирпича. Их защищали пушечные орудия — одни из первых в Англии. Части стены были преднамеренно повреждены силами Парламента во время гражданской войны в Англии в 17-м веке, и двери городских ворот сгорели. С реставрацией Стюартов в 1660 году были установлены новые врата.
В течение 18-го и 19-го веков городские стены Кентербери стали мешать экспансии города. Все ворота, кроме Западных, и обширные части окруженной стеной цепи были разрушены, чтобы освободить дорогу для новых дорог и зданий. Немецкие бомбардировки во время Второй мировой войны нанесли дополнительный урон. Несмотря на это, оставшиеся стены и ворота сохранились, а некоторые части стены были полностью перестроены. На сегодняшний день сохранилось более половины от оригинальной постройки, а археологи Оливер Крейтон и Роберт Хайам считают городскую стену «одной из самых великолепных в Британии».